# David Lyons (színművész)
David Lyons (Melbourne, 1976. április 16. –) ausztrál színész. 
Ismertebb televíziós szerepei közé tartozik Josh Holiday a Nine Network A Partiőrség (2007–2009) című drámasorozatában. Dr. Simon Brennert alakította Vészhelyzet (2008–2009) és Sebastian Monroe tábornokot a Revolution (2012–2014) című NBC-drámasorozatokban.

## Fiatalkora és tanulmányai
Az ausztráliai Victoria állambeli Melbourne-ben született. 1993-ban végzett a Yarra Valley Grammar középfokú tanintézményben, majd 2004-ben a National Institute of Dramatic Art hallgatójaként végzett előadóművészet (színészet) szakon.

## Pályafutása
2005-ben visszatérő szerepet kapott a Seven Network Kisvárosi zsaruk című rendőrségi drámasorozatában. A Nine Network A Partiőrség című bűnügyi drámasorozatában Josh Holiday árbocost alakította az első három évadban, 2007 és 2009 között. A Vészhelyzet 2008-ban bemutatott 14. évadjában Dr. Simon Brenner szerepében tűnt fel. A 15. évadtól bekerült a főszereplők közé, 2009-ig szerepelt a sorozatban.
2009-ben az igaz történetet feldolgozó Caroline Byrne meggyilkolása című tévéfilmben játszott. 2010-ben az Ízek, imák, szerelmek című életrajzi romantikus drámában szerepelt. 2011 januárjában Lyons főszerepet kapott az NBC A Köpeny című szuperhős-drámasorozatában, a Köpenyben, melyet 10 epizód után töröltek a műsorról. Billy Burke-kel együtt szerepelt az NBC Revolution című, posztapokaliptikus témájú drámasorozatában, amely 2012. szeptember 17-től 2014. május 21-ig két évadon keresztül futott. 
2013-ban Josh Duhamellel és Julianne Hough-val együtt szerepelt a Menedék című romantikus filmdrámában, amely Nicholas Sparks azonos című regényén alapul. Ugyanebben az évben A Cate McCall-per című drámában is szereplást vállalt. A 2010-es évek közepétől leginkább televíziós sorozatokban volt látható, gyakran főszerepben.

## Magánélete
2007-ben ismerkedett meg Kari Matchett színésznővel. 2013 júniusában megszületett közös gyermekük, Juda Lyons.

## Filmográfia

### Film
| Év   | Magyar cím            | Eredeti cím               | Szerep        | Magyar hang |
| ---- | --------------------- | ------------------------- | ------------- | ----------- |
| 2007 | Viharjelzés           | Storm Warning             | Jimmy         |             |
| 2008 |                       | Cactus                    | Eli           |             |
| 2010 | Ízek, imák, szerelmek | Eat Pray Love             | Ian           |             |
| 2011 |                       | Swerve                    | Colin         |             |
| 2012 |                       | Save Your Legs!           | The Prince    |             |
| 2013 | Menedék               | Safe Haven                | Kevin Tierney | Varga Gábor |
| 2013 | A Cate McCall-per     | The Trials of Cate McCall | Josh          | Előd Álmos  |
| 2015 | Igazság               | Truth                     | Josh Howard   |             |

Rövidfilmek
- The Penitent Man (2001) – ismeretlen szerep
- Four Past Friday (2002) – ismeretlen szerep
- The Watch (2004) – Billy
- Elemenopee (2005) – Jimmy
- Look Sharp (2006) – Darren
- Four (2008) – Kit
- Emilia Eckle (2009) – Tom
- Möbius (2011) – Steve
- My Mind's Own Melody (2012) – Jack Winton
- Penance (2014) – Thomas Walker
- Runaway (2017) – Derek

### Televízió
| Év        | Magyar cím                   | Eredeti cím                                     | Szerep                           | Megjegyzések                                                                          |
| --------- | ---------------------------- | ----------------------------------------------- | -------------------------------- | ------------------------------------------------------------------------------------- |
| 2005      | Kisvárosi zsaruk             | Blue Heelers                                    | Jason Tyler                      | 4 epizód                                                                              |
| 2007–2009 | A Partiőrség                 | Sea Patrol                                      | Josh Holiday                     | állandó szereplő (38 epizód)                                                          |
| 2008–2009 | Vészhelyzet                  | ER                                              | Dr. Simon Brenner                | - vendégszereplő (14. évad) - főszereplő (15. évad) - magyar hangja: Seszták Szabolcs |
| 2009      | Caroline Byrne meggyilkolása | A Model Daughter: The Killing of Caroline Byrne | Gordon Wood                      | tévéfilm                                                                              |
| 2010      |                              | Day One                                         | Sam                              | tévéfilm                                                                              |
| 2011      | A köpeny                     | The Cape                                        | Vince Farraday/ A köpeny         | főszereplő (10 epizód)                                                                |
| 2012      |                              | Don't Try This At Home                          | Matt                             | 1 epizód                                                                              |
| 2012–2014 | Revolution                   | Revolution                                      | Sebastian "Bass" Monroe tábornok | - állandó szereplő (42 epizód) - magyar hangja: Dolmány Attila                        |
| 2013      |                              | Revolution: Enemies of the State                | Sebastian "Bass" Monroe tábornok | minisorozat (3 epizód)                                                                |
| 2016      | A múlt fogságában            | Game of Silence                                 | Jackson Brooks                   | - állandó szereplő (10 epizód) - magyar hangja: Dolmány Attila                        |
| 2017      |                              | Philip K. Dick's Electric Dreams                | Connie                           | 1 epizód                                                                              |
| 2018      |                              | Seven Seconds                                   | Mike Diangelo                    | főszereplő (10 epizód)                                                                |
| 2019      |                              | The Commons                                     | Lloyd                            | állandó szereplő (8 epizód)                                                           |
| 2021–     |                              | Truth Be Told                                   | Aames nyomozó                    | állandó szereplő                                                                      |
| 2022      |                              | Troppo                                          | Lou Damford                      | 8 epizód                                                                              |

## Díjak és jelölések
| Év   | Díj            | Kategória       | Jelölt mű | Eredmény |
| ---- | -------------- | --------------- | --------- | -------- |
| 2014 | Stellae Awards | Legjobb színész | Penance   | Elnyerte |

## Fordítás
- Ez a szócikk részben vagy egészben  a   David Lyons (actor) című angol Wikipédia-szócikk ezen változatának fordításán alapul.  Az eredeti cikk szerkesztőit annak laptörténete sorolja fel. Ez a jelzés csupán a megfogalmazás eredetét és a szerzői jogokat jelzi, nem szolgál a cikkben szereplő információk forrásmegjelöléseként.